# Усть-Стрелина (деревня)
Усть-Стрелина — деревня в Топкинском районе Кемеровской области. Входит в состав Зарубинского сельского поселения.

## География
Центральная часть населённого пункта расположена на высоте 112 метров над уровнем моря.

## Население
По данным Всероссийской переписи населения 2010 года, в деревне Усть-Стрелина проживает 6 человек (3 мужчины, 3 женщины).